# Amastus paramensis
Amastus paramensis är en fjärilsart som beskrevs av Paul Dognin 1911. Amastus paramensis ingår i släktet Amastus och familjen björnspinnare. Inga underarter finns listade i Catalogue of Life.